# Taulant Xhaka
Taulant Ragip Xhaka (Basileia, 28 de março de 1991) é um futebolista albanês de origem suíço-kosovar que atua como volante e lateral-direito. Atualmente, joga pelo Basel. 

## Carreira
Assim como seu irmão mais novo, o meio-campista Granit, Taulant foi revelado pelo Concordia, pequeno clube de sua cidade natal, indo para o FC Basel em 2002. Jogou por 6 anos consecutivos na base dos "RotBlau", sendo promovido ao elenco sub-21 em 2008, aos 17 anos.
Na temporada 2010-11, subiu ao time principal, fazendo sua estreia na goleada por 5 a 0 frente ao Mendrisio-Stabio, pela Copa da Suíça, em novembro de 2010. O debut pelo Campeonato nacional veio em fevereiro do ano seguinte, contra o FC Luzern. Para ganhar mais experiência, foi emprestado ao Grasshopper, jogando 38 partidas. De volta ao Basel em 2013, firmou-se como titular da equipe, atuando principalmente como volante.

## Carreira internacional
Com passagem pelas equipes de base da Seleção Suíça, Taulant não repetiu o caminho feito por seu irmão, optando em atuar pela Albânia, pela qual fez sua estreia em março de 2014, num amistoso contra Malta.

## Títulos
Basel
- Campeonato Suíço: 2010–11, 2013–14, 2014–15, 2015–16
- Uhrencup: 2011, 2013

Grasshopper
- Copa da Suíça: 2012–13